# 马谟
马谟（?—?），十六国前凉右长史。
前凉名为东晋之臣，受东晋之封号，实为一国之主，属下无不对其称臣，长史一职，实为辅相之职。324年五月十四日，张茂病重，把前凉托付给张骏。晋愍帝时的使者史淑当时留居在姑臧，左长史氾祎、右长史马谟等让史淑授予张骏大将军、凉州牧、西平公，赦免境内罪犯。前赵刘曜派遣使者授张骏为上大将军、凉州牧、凉王。